# ベキア島

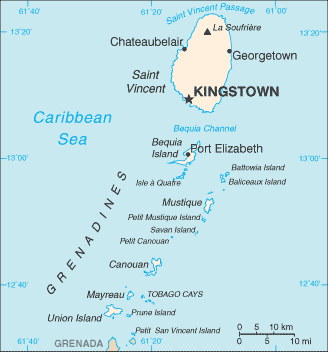
グレナディーン諸島

ベキア島（ベキアとう、Bequia）は、西インド諸島のグレナディーン諸島にあるセントビンセント・グレナディーン領の島。面積約18km2で、グレナディーン諸島のうちセントビンセント・グレナディーン領の島々では最大の島である。観光が盛んで、観光客増加を狙って空港が建設された。
人口は約5,000人、中心地はポートエリザベス。
ベキア島名義の切手が1984年より発行されている。